# Раєвський Микола Миколайович (батько)
Раєвський Микола Миколайович (14 (25) вересня 1771 — 16 (28) вересня 1829) — російський військовик, герой Вітчизняної війни 1812 року, генерал від кавалерії. Належав до стародавнього дворянського роду. За тридцять років бездоганної служби брав участь у багатьох найбільших битвах епохи. Після подвигу під Салтанівкою став одним з найпопулярніших генералів російської армії. Боротьба за батарею Раєвського стала одним з ключових епізодів Бородінської битви. Учасник Битви народів і взяття Парижа. Член Державної ради. Був близько знайомий з багатьма декабристами. Дружбою з Раєвським пишався О. С. Пушкін.

## Біографія
Раєвський зі стародавнього дворянського роду, за сімейною легендою походить від вихідця з Данії графа Петра Дуніна, який оселився в 1124 році у Польщі. Син полковника, внучатий племінник князя Г. Потьомкіна. У 1774 році записаний рядовим до лейб-гвардії Преображенського полку. Раєвський двадцяти років від народження був вже полковником лейб-гвардії Семенівського полку. Брав участь у військових діях проти турків і поляків, а згодом, командуючи нижньогородським драгунським полком, був при взятті Дербента (1796). За часів імператора Павла Раєвський був тимчасово виключений зі служби. За Олександра I повернений з чином генерал-майора. Брав участь у війнах з Францією (1805 — 1807): Війна третьої коаліції, Війна четвертої коаліції; зі Швецією (1808 — 1809) і Туреччиною (1806 — 1812), проявивши величезну мужність і військовий талант.
З початком Вітчизняної війни 1812 Раєвський командував 7-м піхотним корпусом в армії Багратіона і зміг затримати французького маршала Даву, давши можливість відступити основним силам російської армії. Під час Салтанівського бою Рєвський на чолі полку підняв солдатів в атаку. За легендою, з ним поруч знаходилися його сини 17 і 11 років. Під час Бородінської битви Раєвський, зі своїм (7-м) корпусом, стояв на правому фланзі лівого крила армії, проти якого спрямовані були майже всі сили французів. Блискучий захист редуту, який отримав його ім'я, дала Раєвському гучну славу. Під Малоярославцем він разом з Дохтуровим вдало захищав калузьку дорогу; в битві під Червоним сприяв остаточної поразки наполеонівської армії. У 1813 році Раєвський брав участь у боях під Бауценом, Дрезденом, Кульмом, Лейпцигом (під час останнього був поранений кулею в груди, але залишався на коні до кінця битви). У 1814 році в битві під Бар-Сюр-Обом командував армією замість пораненого графа Вітгенштейна. Під Арсісом, після кровопролитної битви, першим увійшов до міста, а потім переслідував ворога до Парижа. 
Після війни жив у Києві, про що нагадувала назва вулиці на Печерську. З 1826 року був членом Державної ради.
Помер Микола Миколайович Раєвський 16 (28) вересня 1829 року у селі Бовтишка у віці 58 років. Похований він у фамільної усипальниці в селі Розумівка.
На його надгробній плиті накреслені слова: «Він був у Смоленську щит — У Парижі меч Росії.»
Автор епітафії декабрист М. Ф. Орлов.

## Родина

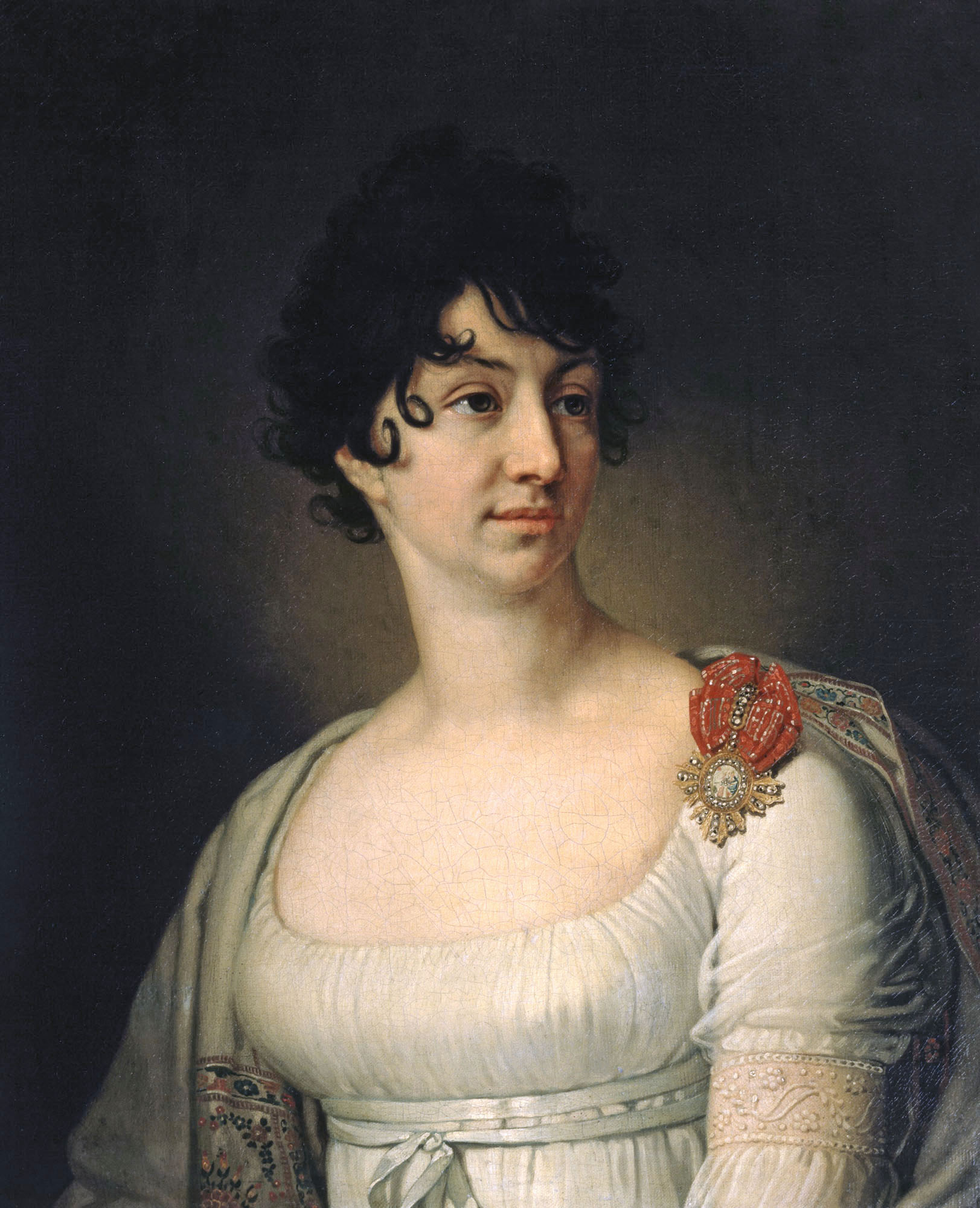
Раєвська Софія Олексіївна. Портрет роботи Боровиковського.

Був одружений з онукою М. В. Ломоносова Софією Олексіївною Константиновоою (Раєвською). У шлюбі народилися двоє синів і п'ять дочок:
- Олександр (1795–1868) — полковник, камергер;
- Катерина (1797–1885) — фрейліна, дружина декабриста Орлова;
- Микола (1801–1843) — генерал-лейтенант, учасник Кавказької війни, засновник Новоросійська;
- Софія — померла в дитинстві;
- Олена (1803–1852) — фрейліна;
- Марія (1805–1863) — дружина декабриста Сергія Волконського, поїхала за ним до Сибіру;
- Софія (1806–1883) — фрейліна.

Сини Раєвських Олександр і Микола булі заарештовані у справі декабристів, в ході слідства приналежність їх до таємного товариства доведена не була. Обидва були звільнені з виправдувальним атестатом.

## Нагороди

### Російські ордени
Орден Святого Георгія:
- 4 ступеня — 28 червня 1792 року (бій під Городищем)
- 3 ступеня — 15 лютого 1813 року (за відмінність у бою під Малоярославцем)
- 2 ступеня — 19 березня 1814 року (за відмінність при взятті Парижа)

Орден Святого Володимира:
- 4 ступеня — 2 вересня 1793 року (Могилів-Подільський)
- 3 ступеня — 1 грудня 1807 року
- 2 ступеня — за битви 1808 року
- 1 ступеня — за відмінність в битві при Кульмі

Орден Святої Анни:
- 1 ступеня — 20 травня 1808 року

Орден Святого Олександра Невського — 26 серпня 1812 року (Бородинська битва)
Золота шпага з діамантами (за захоплення Сілістрії) — 1810 рік

### Ордена іноземних держав
- Австрійський орден Марії Терезії
- Прусський Орден Червоного орла

## Увічнення пам'яті
У Москві в Дорогомілово одна з вулиць названа на честь Раєвського.
Одна з вулиць Києва носить ім'я Миколи Раєвського.
Св. Хрестовоздвиженська церква в селі Розумівка (усипальниця Раєвських) внесена до реєстру пам'яток містобудування і архітектури національного культурного надбання України.